# نوزدهمین دوره کتاب سال جمهوری اسلامی ایران
مراسم نوزدهمین دوره کتاب سال جمهوری اسلامی ایران در بهمن ۱۳۸۰ در تهران برگزار شد.

## آثار منتخب
| در آسمان                                                                        | ارسطو                                                     | اسماعیل سعادت                   |                | هرمس                                                     | ۱۳۷۹      | برگزیده      | فلسفه غرب                |
| القرآن الکریم و روایات المدرستین                                                | مرتضی العسکری                                             |                                 |                | الامجمع العلمی الاسلامی، کلیه اصول الدین                 | ۱۳۷۸–۱۳۷۵ | برگزیده      | علوم قرآنی               |
| المعجم فی فقه لغه القرآن و سربلاغته، اعداد قسم القرآن بمجمع البحوث الاسلامیه    | بارشاد و اشرف محمد واعظ زاده                              |                                 |                | مجمع الابحوث الاسلامیه                                   | ۱۴۱۹ق     | برگزیده      | علوم قرآنی               |
| الموسوعه الفقیه المیسره ویلیها الاملحق الاصولی و ملحق تراجم الفقهاء و الاصولیین | محمد علی انصاری (خلیقه شوشتری)                            |                                 |                | مجمع الفکر اسلامی                                        | ۱۳۷۳      | برگزیده      | فقه                      |
| پول و بانکداری اسلامی و مقایسه آن با نظام سرمایه‌داری                            | ایرج توتونچیان                                            |                                 |                | توانگران                                                 | ۱۳۷۹      | برگزیده      | اقتصاد                   |
| حقوق مدنی: نظریه عمومی تعهدات                                                   | ناصر کاتوزیان                                             |                                 |                | دادگستر                                                  | ۱۳۷۹      | برگزیده      | اقتصاد                   |
| فرهنگ فارسی عامیانه                                                             | ابوالحسن نجفی                                             |                                 |                | نیلوفر                                                   | ۱۳۷۸      | برگزیده      | زبان فارسی               |
| فرهنگ معاصر عربی-فارسی بر اساس فرهنگ عربی- انگلیسی هانس ور                      | آذرتاش آذرنوش                                             |                                 |                | نی                                                       | ۱۳۷۹      | برگزیده      | زبان عربی                |
| جنگل کاری در خشکبوم                                                             | محمدحسین جزیره ای                                         |                                 |                | دانشگاه تهران، مؤسسه انتشارات و چاپ                      | ۱۳۷۹      | برگزیده      | کشاورزی                  |
| پیوند شعر و موسیقی آوازی                                                        | حسین دهلوی                                                |                                 |                | مؤسسه فرهنگی- هنری ماهور                                 | ۱۳۷۹      | برگزیده      | موسیقی                   |
| جنایت و مکافات                                                                  | فئودور میخائلوویچ داستایوسکی                              | اصغر رستگار                     |                | فردا                                                     | ۱۳۷۹      | برگزیده      | ادبیات زبان‌های دیگر      |
| آخرین گودال                                                                     | لوییس سکر                                                 | حسین ابراهیمی الوند             |                | قدیانی، کتاب‌های بنفشه                                    | ۱۳۷۹      | برگزیده      | ادبیات کودکان و نوجوانان |
| شهربانو                                                                         | سوزان فیشر استیپلز                                        | سوسن ضیاء                       |                | چشمه، کتاب ونوشه                                         | ۱۳۷۹      | برگزیده      | ادبیات کودکان و نوجوانان |
| تاریخ و تمدن بین‌النهرین                                                         | یوسف مجیدزاده                                             |                                 |                | مرکز نشر دانشگاهی                                        | ۱۳۸۰–۱۳۷۶ | برگزیده      | تاریخ                    |
| تاریخ نوشته‌های جغرافیایی در جهان اسلام                                          | ایگناتی یولیانوویچ کراچگوفسکی                             | ابوالقاسم پاینده                |                | علمی و فرهنگی                                            | ۱۳۷۹      | برگزیده      | جغرافیا                  |
| مآخذشناسی عللوم عقلی                                                            | محسن کدیور، محمد نوری                                     |                                 |                | اطلاعات                                                  | ۱۳۷۹      | شایسته تقدیر | کتاب‌شناسی و فهرست        |
| اسطوره چارچوب، در دفاع از علم و عقلانیت                                         | کارل ریموند پویر                                          | علی بابا                        |                | طرح نو                                                   | ۱۳۷۹      | شایسته تقدیر | فلسفه غرب                |
| جهان در اندیشه هیدگر                                                            | محمود خاتمی                                               |                                 |                | دانش و اندیشه معاصر                                      | ۱۳۷۹      | شایسته تقدیر | فلسفه غرب                |
| روان‌شناسی نابهنجاری: آسیب‌شناسی روانی (بر اساس IV-DSM)                           | یوید ال. روزنهان، مارتین ای. پی سلیگمن                    | یحیی سیدمحمدی                   |                | ساوالان، نشر ارسباران                                    | ۱۳۷۹      | شایسته تقدیر | روان‌شناسی                |
| موسوعه الامام علی بن ابی طالب علیه السلام فی الکتاب و السنه و التاریخ           | محمد ریشهری با همکاری محمد کاظم طباطبایی و محمود طباطبایی |                                 |                | دارالحدیث                                                | ۱۳۷۹      | شایسته تقدیر | سیره معصومین (ع)         |
| مسند الامام علی (ع)                                                             | حسن قبانچی                                                |                                 |                | اسوه                                                     | ۱۳۷۹      | شایسته تقدیر | سیره معصومین (ع)         |
| مبانی اندیشه سیاسی اسلام                                                        | عباسعلی عمید زنجانی                                       |                                 |                | دانش و اندیشه معاصر                                      | ۱۳۷۹      | شایسته تقدیر | سیره معصومین (ع)         |
| فقه العقود؛ دراسه مقارنه بین الفقه الاسلامی و الفقه الوضعی                      | سید کاظم حسینی حائری                                      |                                 |                | مجمع الفکر الاسلامی                                      | ۱۳۷۹      | شایسته تقدیر | فقه                      |
| مجموعه رسائل و منصفات                                                           | کمال الدین عبدالرزاق کاشانی                               |                                 | مجید هادی زاده | مرکز نشر میراث مکتوب                                     | ۱۳۷۹      | شایسته تقدیر | عرفان                    |
| تجربه مدرنیته؛ هر آنچه سخت و استوار است دود می‌شود و به هوا می‌رود                | مارشال برمن                                               | مراد فرهادپور                   |                | طرح نو                                                   | ۱۳۷۹      | شایسته تقدیر | علوم سیاسی               |
| اقتصاد توسعه                                                                    | مالکوم گیلیس و دیگران                                     | غلامرضا آزاد ارمکی              |                | نشر نی                                                   | ۱۳۷۹      | شایسته تقدیر | اقتصاد                   |
| اقتصاد کلان                                                                     | تیمور رحمانی، مصطفی شفافی                                 |                                 |                | برادران                                                  | ۱۳۷۹      | شایسته تقدیر | اقتصاد                   |
| حقوق بین‌المللی معاهدات                                                          | هدایت الله فلسفی                                          |                                 |                | نو                                                       | ۱۳۷۹      | شایسته تقدیر | حقوق                     |
| فرهنگ آوایی فارسی                                                               | گیتی دیهیم                                                |                                 |                | فرهنگ معاصر                                              | ۱۳۷۹      | شایسته تقدیر | زبان فارسی               |
| زبان                                                                            | لئونارد بلومفیلد                                          | علی محمد حق‌شناس                 |                | مرکز نشر دانشگاهی                                        | ۱۳۷۹      | شایسته تقدیر | زبان‌شناسی                |
| آمار ریاضی                                                                      | جان فروند                                                 | علی عمیدی، محمدقاسم وحیدی       |                | مرکز نشر دانشگاهی                                        | ۱۳۷۸      | شایسته تقدیر | ریاضیات                  |
| طیف‌سنجی مولکولی (اصول و روش‌های جدید)                                            | جی. مایکل هولاس                                           | مسعود حسن پور، فرامرز طیاری     |                | مرکز نشر دانشگاهی                                        | ۱۳۷۸      | شایسته تقدیر | شیمی                     |
| پرتولوژی دگرگونی                                                                | آکیهو میاشیرو                                             | محمدولی ولی زاده، محمود صادقیان |                | دانشگاه تهران، مؤسسه انتشارات و چاپ                      | ۱۳۷۹      | شایسته تقدیر | زمین‌شناسی                |
| حیات وحش ایران (مهره داران)                                                     | اسکندر فیروز                                              |                                 |                | مرکز نشر دانشگاهی                                        | ۱۳۷۸      | شایسته تقدیر | زیست‌شناسی                |
| طب داخلی دام‌های بزرگ: بیماری‌های اسب، گاو، گوسفند و بز                           | برادفورد پی. اسمیت                                        | مرتضی گرجی دوز و دیگران         |                | شرکت به نشر                                              | ۱۳۷۹      | شایسته تقدیر | علوم پزشکی               |
| خلاصه روانپزشکی: علوم رفتاری-روان پزشکی بالینی                                  | کایلان سادوک                                              | نصرت‌الله پورافکاری              |                | شهر آب                                                   | ۱۳۷۹      | شایسته تقدیر | علوم پزشکی               |
| مبانی فیزیک و مدار الکترونیک                                                    | غلامحسین روئین‌تن                                          |                                 |                | دانشگاه علم و صنعت ایران، مرکز انتشارات                  | ۱۳۷۹      | شایسته تقدیر | برق                      |
| هوش محاسباتی                                                                    | محمدباقر منهاج                                            |                                 |                | دانشگاه صنعتی امیرکبیر، واحد تفرش، مرکز نشر              | ۱۳۷۹      | شایسته تقدیر | کامپیوتر                 |
| مکانیک کلاسیک (تحیلی)                                                           | منصور نیکخواه بهرامی                                      |                                 |                | دانشگاه تهران، مؤسسه چاپ و انتشارات                      | ۱۳۷۹      | شایسته تقدیر | مکانیک                   |
| مکانیک سیالات                                                                   | ایروینک هرمن شیمز                                         | بهرام پوستی                     |                | مرکز نشر علوم دانشگاهی                                   | ۱۳۷۸      | شایسته تقدیر | مکانیک                   |
| مهندسی سیال سازی                                                                | دایزو کوینی، اوکتاو لونسپیل                               | مهدی علوی، علی اصغر حمیدی       |                | دانشگاه علم و صنعت، مرکز انتشارات                        | ۱۳۷۹      | شایسته تقدیر | مهندسی شیمی              |
| اقتصاد مهندسی برای تحلیل سرمایه‌گذاری                                            | تانگ او، توماس او                                         | محمدتقی بانکی                   |                | دانشگاه صنعتی امیرکبیر، مرکز نشر                         | ۱۳۷۹      | شایسته تقدیر | صنایع                    |
| فرهنگ کشاورزی (فرانسه-فارسی)                                                    | شفیع جوادی                                                |                                 |                | سازمان تحقیقات، آموزش و ترویج کشاورزی، نشر آموزش کشاورزی | ۱۳۷۹      | شایسته تقدیر | کشاورزی                  |
| بررسی تحلیلی، یا، استفاده از تجزیه و تحلیل در حسابرسی                           | فضل‌الله اکبری، مصطفی علی مدد                              |                                 |                | سازمان حسابرسی، مرکز تحقیقات تخصصی حسابداری و حسابرسی    | ۱۳۷۹      | شایسته تقدیر | حسابداری                 |
| سبک عباسی: قرآن نویسی تا قرن چهارم هجری قمری                                    | گردآوری: ناصر خلیلی، فرانسیس دروش                         | پیام بهتاش                      |                | کارنگ                                                    | ۱۳۷۹      | شایسته تقدیر | خوشنویسی                 |
| دو و میدانی                                                                     | محمدرضا بیات                                              | محمدرضا بیات                    |                | سازمان مطالعه و تدوین کتب علوم انسانی دانشگاه‌ها          | ۱۳۷۹      | شایسته تقدیر | ورزش                     |
| نگارش و ویرایش                                                                  | احمد سمیعی                                                |                                 |                | سازمان مطالعه و تدوین کتب علوم انسانی دانشگاه‌ها          | ۱۳۷۹      | شایسته تقدیر | فن نگارش و بیان          |
| نقد خیال: بررسی دیدگاه‌های نقد ادبی در سبک هندی                                  | محمود فتوحی                                               |                                 |                | روزگار                                                   | ۱۳۷۹      | شایسته تقدیر | تاریخ و نقد              |
| فرهنگ واژه نمای غزلیات سعدی به انضمام فرهنگ بسامدی (بر اساس متن غزلیات سعدی)    | مهین دخت صدیقیان (فراهم آورنده)                           |                                 | حبیب یغمائی    | پژوهشگاه علوم انسانی و مطالعات فرهنگی                    | ۱۳۷۹      | شایسته تقدیر | تحقیقات ادبی             |
| شهری که زیر درختان سدر مرد                                                      | خسرو حمزوی                                                |                                 |                | روشنگران و مطالعات زنان                                  | ۱۳۷۹      | شایسته تقدیر | نثر معاصر                |
| مشتی نور سرد (شعرهای ۷۸–۱۳۷۰)                                                   | ضیاء موحد                                                 |                                 |                | اکنون                                                    | ۱۳۷۹      | شایسته تقدیر | شعر معاصر                |
| نت‌هایی برای بلبل چوبی                                                           | شمس لنگرودی                                               |                                 |                | سالی                                                     | ۱۳۷۹      | شایسته تقدیر | شعر معاصر                |
| سال مرگ ریکاردو ریش                                                             | ژوزه ساراماگو                                             | عباس پژمان                      |                | هاشمی                                                    | ۱۳۷۹      | شایسته تقدیر | ادبیات زبان‌های دیگر      |
| آشنایی با قرآن کریم (برای نوجوانان)                                             | فرزانه زنبقی                                              |                                 |                | تاریخ و فرهنگ                                            | ۱۳۷۹      | شایسته تقدیر | ادبیات کودکان و نوجوانان |
| پر از پرنده‌ام (مجموعه شعر نوجوانان) شعرهای ۷۶–۷۴                                | پروانه پارسا                                              |                                 |                | سروش                                                     | ۱۳۷۹      | شایسته تقدیر | ادبیات کودکان و نوجوانان |
| یک تکه بلور                                                                     | مرجان کشاورزی آزاد                                        |                                 |                | شباویز                                                   | ۱۳۷۹      | شایسته تقدیر | ادبیات کودکان و نوجوانان |